# ルイス・カリーソ
ルイス・カリーソ（Louis Wittnich Carrisso、1886年2月14日 - 1937年6月14日）は、ポルトガルの植物学者である。植物分類学を専門とし、コインブラ大学の教授、ジュリオ・エンリケス植物研究所（Instituto Botânico Júlio Henriques）の所長を務めた。

## 略歴
コインブラ県のフィゲイラ・ダ・フォスに生まれた。アフリカのポルトガル植民地への科学探検隊を組織したことで知られる。最初のアフリカ探検は1927年に博物学者のメンドーサ（Francisco Ascension Mendonça）と行い、アンゴラを6ヶ月間にわたり調査し、植物標本を集めた。1929年に8人の教師と13人の学生による小規模な探検隊を組織し、2週間かけてアンゴラに渡り、1ヶ月半の間にのべ6000kmの調査を行った。1927年と1929年の探検の様子は、記録フィルムや数百枚の写真として残され、解説文とともに学校に配布しようと考えた。
1931年にサンティアゴ・ダ・エスパーダ騎士団（Grande-Oficial da Ordem Militar de Sant'Iago da Espada）に叙爵された。1932年に33の国立高等学校などに、探検の資料の収められた箱が配布された。1937年に他の博物学者とアンゴラに渡った。この探検には妻も隊員として参加し、イギリス人のエクセル（Arthur Wallis Exell）やスイス人のヨハネス・ゴスヴァイラーも参加した。4ヶ月ほどの探検の後、カリーソは、探検が終わろうとした時期にナミブ砂漠で、体調不良を訴え、テントで死亡した。
1937年、死後に大十字章（Grã-Cruz da Ordem da Instrução Pública）を贈られた。
マメ科の植物の属名、Carrissoa に献名された。
　　